# Mandarinduk

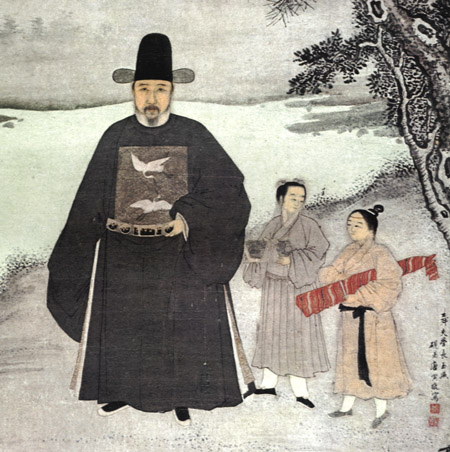
Ett porträtt av den kinesiske mandarinen Jiang Shunfu (1453–1504) från Mingdynastin. Dekorationen med de två tranorna på hans bröst visar att han var en civil ämbetsman av första rang.

Mandarinduk var en fyrkantig brodering i guldtråd, placerad på de kinesiska ämbetsmannens klädedräkt i brösthöjd, för att visa vilket ämbete han tillhörde. Storleken ungefär 25 gånger 25 cm i fyrkant. 
Regler om detta element på kinesiska ämbetsdräkter utvecklades tidigt i den kinesiska historien. Klädesmärket infördes officiellt i 1391 under Mingdynastin. De mest detaljerade reglerna, och de som ligger till grund för de flesta mandarindukar som blivit internationella samlarobjekt, definierades under Qingdynastin.